# Уроподы
Уроподы (лат. Uropodina) — инфраотряд клещей (подотряд или когорта) из отряда Mesostigmata надотряда паразитиформных (Parasitiformes).

## Описание
Мелкие клещи (менее 2 мм). Для большинства представителей характерны редукция хетотаксии ног и щупалец, вытянутые хелицеры с относительно маленькими терминальными пальцами и сильно модифицированный тритостернум. Гнатосома развита и размещена в специальной полости камеростоме. Бёдра IV-й пары ног с 6—8 щетинками различной конфигурцации (с 8 у Diarthrophalloidea). Форма тела округлая или овальная, выпуклая. Дорзальный щит цельный, твёрдый. Внешне похожи на микроскопических черепах или божьих коровок. На претарзусе развита пара коготков, тазики сближены и почти прикрывают основание вентрального щитка тритостернума. Обитают в почве, в навозе, муравейниках, лесной подстилке. Питание разнообразно (свободноживущие хищники, детритофаги, фитофаги, паразиты). Могут повреждать рассаду.
Форетически расселяются на стадии дейтонимф с помощью жуков и других насекомых, а также мелких позвоночных, например, ящериц. Некоторые виды ассоциированы с насекомыми на всех стадиях, известны мирмекофилы (Circocyllibamidae, Uropodidae), паразитические формы (Dinychidae на слизнях Laevicaulus alte, Diarthrophallidae на жуках-пассалидах). Древнейшие представители группы были найдены в балтийском янтаре, будучи прикрепленными к жуку-усачу.

## Классификация
Около 35 семейств, 4 надсемейства, более 2000 видов. Разные авторы придают группе статус подотряда, инфраотряда или когорты. Систематика по Beaulieu (2011):
- Инфраотряд Uropodina[3] — Уроподы[2]
  - Надсемейство Diarthrophalloidea (ранее подотряд Diarthrophallina)
    - Diarthrophallidae (22 рода, 63 вида)[3]

  - Надсемейство Microgynioidea (ранее подотряд Microgyniina)
    - Microgyniidae (2 рода, 4 вида)
    - Nothogynidae (1 род, 2 вида)

  - Надсемейство Thinozerconoidea
    - Protodinychidae (1 рода, 3 вида)
    - Thinozerconidae (1 род, 1 вид)

  - Надсемейство Uropodoidea
    - около 30 семейств и более 2000 видов